# Дженеси (река)
Дженеси́ (англ. Genesee River) — река на Северо-Востоке США, впадающая в озеро Онтарио.
Длина — 253 км, площадь водосборного бассейна — 6475 км². Река берёт начало на севере Пенсильвании (округ Поттер), после чего протекает в северном направлении, где впадает в озеро Онтарио на территории Рочестера. Река изобилует водопадами даже вблизи устья.
К востоку от реки расположены озёра Фингер.
Издавна в долине реки обитали индейцы сенека.[уточнить]